# Milas–Bodrum repülőtér
A Milas–Bodrum repülőtér (IATA: BJV, ICAO: LTFE) Törökország egyik kisebb jelentőségű nemzetközi repülőtere, amely Bodrum közelében található. Éves utasforgalma 3 904 083 fő (2022).

## Légitársaságok és úticélok
2023-ban a Milas–Bodrum repülőtérről az alábbi járatok indulnak:
| Légitársaság                   | Célállomások |
| ------------------------------ | --- |
| Aeroflot                       | Szezonális: Moscow–Sheremetyevo |
| Air Albania                    | Szezonális Charter: Tirana |
| Air Arabia                     | Szezonális: Sharjah |
| Air Astana                     | Szezonális: Almaty, Astana |
| Air Serbia                     | Szezonális Charter: Belgrád |
| AnadoluJet                     | Ankara, Antalya, Istanbul–Sabiha Gökçen Szezonális: Amman–Queen Alia, Bejrút, Pristina, Szarajevo, Skopje, Stockholm–Arlanda                                                                                                 |
| Animawings                     | Szezonális: Bukarest–Otopeni |
| Azerbaijan Airlines            | Szezonális: Baku |
| Azimuth                        | Mineralnye Vody |
| Azur Air                       | Szezonális Charter: Moscow–Vnukovo |
| Azur Air Ukraine               | Szezonális Charter: Kyiv–Boryspil (felfüggesztve) |
| Belavia                        | Szezonális Charter: Minsk |
| BH Air                         | Szezonális Charter: Szófia |
| British Airways                | Szezonális: London–Heathrow |
| Corendon Airlines              | Szezonális: Brüsszel, Köln/Bonn, Düsseldorf, Hannover, Nuremberg |
| Corendon Dutch Airlines        | Szezonális: Amszterdam |
| Discover Airlines              | Szezonális: Frankfurt, München |
| easyJet                        | Szezonális: Bristol, Edinburgh, Liverpool, London–Gatwick, London–Luton |
| Edelweiss Air                  | Szezonális: Zürich |
| Enter Air                      | Szezonális Charter: Gdańsk, Katowice, Poznań, Varsó–Chopin, Wrocław |
| European Air Charter           | Szezonális Charter: Plovdiv, Szófia, Varna |
| Eurowings                      | Szezonális: Köln/Bonn, Hamburg |
| Fly Lili                       | Szezonális Charter: Bukarest–Băneasa |
| flyadeal                       | Szezonális: Riyadh |
| flydubai                       | Szezonális: Dubai–International |
| flynas                         | Szezonális: Riyadh |
| FlyOne                         | Szezonális Charter: Chișinău |
| Freebird Airlines              | Szezonális Charter: Billund, Brüsszel, Copenhagen, Weeze |
| GetJet Airlines                | Szezonális Charter: Vilnius |
| Gulf Air                       | Bahrain |
| GullivAir                      | Szezonális Charter: Szófia |
| I-Fly                          | Szezonális Charter: Moscow–Vnukovo |
| Jazeera Airways                | Szezonális: Kuwait City |
| Jet2.com                       | Szezonális: Belfast–International (kezdődik2024 május 6-tól), Birmingham, Bristol, East Midlands, Edinburgh, Glasgow, Leeds/Bradford, Liverpool (kezdődik2024 május 1-től), London–Stansted, Manchester, Newcastle upon Tyne |
| Kuwait Airways                 | Szezonális: Kuwait City |
| LOT                            | Szezonális Charter: Gdańsk, Katowice, Poznań, Varsó–Chopin, Wrocław |
| Lufthansa                      | Szezonális: München |
| Pegasus Airlines               | Adana, Ankara, Istanbul–Sabiha Gökçen, Kyiv–Boryspil (felfüggesztve) Szezonális: Köln/Bonn, Hannover, Kharkiv (felfüggesztve), Lviv (felfüggesztve), Moszkva-Domogyedovó, Nuremberg, Zaporizhzhia (felfüggesztve)            |
| Pobeda                         | Szezonális: Moscow–Vnukovo |
| Qatar Airways                  | Szezonális: Doha |
| Red Wings Airlines             | Szezonális Charter: Kazan, Saint Petersburg |
| Rossiya Airlines               | Sochi |
| Royal Jordanian                | Szezonális Charter: Amman–Queen Alia |
| Ryanair                        | Dublin |
| SkyUp                          | Szezonális: Kyiv–Boryspil (felfüggesztve) |
| Smartwings                     | Szezonális: Prága, Ostrava |
| Smartwings Poland              | Szezonális Charter: Katowice, Poznań, Varsó–Chopin, Wrocław |
| SunExpress                     | Szezonális: Berlin, Köln/Bonn, Düsseldorf, Frankfurt, Hannover, İzmir, München, Párizs-Charles de Gaulle repülőtér, Stuttgart, Bécs                                                                                          |
| TAROM                          | Szezonális Charter: Bukarest–Otopeni |
| Transavia                      | Szezonális: Párizs–Orly |
| TUI Airways                    | Szezonális: Birmingham, London–Gatwick, Manchester |
| TUI fly Belgium                | Szezonális: Brüsszel, Ostend/Bruges |
| TUI fly Netherlands            | Szezonális: Amszterdam |
| Turkish Airlines               | Istanbul Szezonális: Almaty, Astana, Berlin, Kazan, Kuwait City, London–Gatwick, Moszkva-Domogyedovó, Moscow–Vnukovo, München, Saint Petersburg, Tallinn, Vilnius                                                            |
| Ukraine International Airlines | Szezonális Charter: Kyiv–Boryspil (felfüggesztve) |
| Ural Airlines                  | Szezonális: Moszkva-Domogyedovó |
| Windrose Airlines              | Szezonális Charter: Dnipro, Kyiv–Boryspil (mindkettő felfüggesztve) |
| Yakutia Airlines               | Szezonális Charter: Moscow–Vnukovo |

## Futópályák
A repülőtér futópályái:
- 10/28

## Forgalom
Az utasforgalom az elmúlt években az alábbi módon változott:
| Utasok száma | 2 578 100 | 2 780 944 | 3 388 335 | 3 530 460 | 3 846 547 | 3 221 776 | 4 185 961 | 4 344 767 | 2 935 236 | 4 056 447 |
|              | 2007      | 2009      | 2011      | 2012      | 2014      | 2016      | 2018      | 2019      | 2021      | 2023      |